# Pedinothorax exiguus
Pedinothorax exiguus är en insektsart som beskrevs av Max Beier 1954. Pedinothorax exiguus ingår i släktet Pedinothorax och familjen vårtbitare. Inga underarter finns listade i Catalogue of Life.